# Vejle Kommune
Vejle Kommune ist eine dänische Kommune im Osten Jütlands. Sie entstand am 1. Januar 2007 im Zuge der Kommunalreform durch Vereinigung der „alten“ Vejle Kommune mit den bisherigen Kommunen Børkop, Egtved (mit Ausnahme des Vester Nebel Sogn, der sich der neuen Kolding Kommune anschloss), Give (mit Ausnahme des Flughafens Billund die teilweise in Lindeballe Sogn und Ringive Sogn liegt) und Jelling, sowie dem Kirchspiel Grejs der ehemaligen Tørring-Uldum Kommune.
Vejle Kommune besitzt eine Gesamtbevölkerung von 122.433 Einwohnern (Stand 1. Januar 2025) und eine Fläche von 1.062,00 km². Sie ist Teil der Region Syddanmark und arbeitet innerhalb der Region Trekantområdet mit fünf benachbarten Kommunen zusammen.

## Kirchspielsgemeinden und Ortschaften in der Kommune
Auf dem Gemeindegebiet liegen die folgenden Kirchspielsgemeinden (dän.: Sogn) und Ortschaften mit über 200 Einwohnern (byer nach Definition der dänischen Statistikbehörde); Einwohnerzahl am 1. Januar 2025, bei einer eingetragenen Einwohnerzahl von Null hatte der Ort in der Vergangenheit mehr als 200 Einwohner:
| Nr. | Kirchspiel          | Einwohner            | Ortschaft                       | Einwohner                      |
| --- | ------------------- | -------------------- | ------------------------------- | ------------------------------ |
| 23  | Bredballe Sogn      | 9.204                |                                 |                                |
| 16  | Bredsten Sogn       | 2.427                | Bredsten                        | 1902                           |
| 27  | Egtved Sogn         | 3.652                | Egtved                          | 2433                           |
| 24  | Engum Sogn          | 3.368                | Bredal                          | 610                            |
| 09  | Gadbjerg Sogn       | 1.342                | Gadbjerg                        | 824                            |
| 33  | Gauerslund Sogn     | 10.691               | Andkær Brejning Børkop          | 364 3120 6314                  |
| 04  | Give Sogn           | 5.662                | Farre Give                      | 340 5050                       |
| 05  | Givskud Sogn        | 1.195                | Givskud                         | 614                            |
| 13  | Grejs Sogn          | 1.937                | Grejs                           | 1536                           |
| 36  | Gårslev Sogn        | 2.288                | Gårslev Hvidbjerg Høl           | 1252 1. Januar 2013: 0.272 362 |
| 19  | Hornstrup Sogn      | 925                  |                                 |                                |
| 18  | Hover Sogn          | 6.483                |                                 |                                |
| 06  | Hvejsel Sogn        | 1.000                |                                 |                                |
| 30  | Højen Sogn          | 1.350                | Ny Højen                        | 739                            |
| 10  | Jelling Sogn        | 4.831                | Jelling                         | 4038                           |
| 29  | Jerlev Sogn         | 1.170                | Jerlev                          | 863                            |
| 11  | Kollerup Sogn       | 462                  |                                 |                                |
| 08  | Lindeballe Sogn     | 526                  |                                 |                                |
| 26  | Mølholm Sogn        | 4.772                |                                 |                                |
| 22  | Nørremarks Sogn     | 8.118                |                                 |                                |
| 15  | Nørup Sogn          | 1.756                | Ny Nørup Nørup Randbøldal       | 484 241 310                    |
| 14  | Randbøl Sogn        | 1.434                | Vandel                          | 758                            |
| 07  | Ringive Sogn        | 358                  | Grønbjerg                       | < 200                          |
| 20  | Sankt Johannes Sogn | 6.552                |                                 |                                |
| 25  | Sankt Nikolaj Sogn  | 0                    |                                 |                                |
| -   | Sindbjerg Sogn      | 1. Januar 2008: 0 12 |                                 |                                |
| 17  | Skibet Sogn         | 3.582                | Nørre Vilstrup Skibet Østengård | 380 2604 1. Januar 2006: 0.748 |
| 32  | Skærup Sogn         | 956                  | Skærup                          | 667                            |
| 35  | Smidstrup Sogn      | 1.706                | Smidstrup                       | 823                            |
| 01  | Thyregod Sogn       | 2.011                | Thyregod                        | 1319                           |
| 02  | Vester Sogn         | 334                  |                                 |                                |
| 12  | Vindelev Sogn       | 290                  |                                 |                                |
| 31  | Vinding Sogn        | 4.208                |                                 |                                |
| 21  | Vor Frelsers Sogn   | 7.417                |                                 |                                |
| 28  | Ødsted Sogn         | 2.009                | Ødsted                          | 1535                           |
| 03  | Øster Nykirke Sogn  | 658                  | Kollemorten Vonge               | 372 554                        |
| 34  | Øster Starup Sogn   | 2.094                | Ågård                           | 1341                           |
|     |                     |                      | Vejle                           | 62.011                         |

1. 1 2  
Seit 2014 wird Hvidbjerg statistisch zum Siedlungsgebiet Høl gezählt.
2. 1 2  
In der Ortschaft Nørup lebten 2010 erstmals weniger als 200 Einwohner, in Grønbjerg erstmals 2011.
3. ↑  
Das Kirchspiel Sindbjerg Sogn befindet sich zum Großteil auf dem Gebiet der Hedensted Kommune, auf dem kleinen Teil, der in der Vejle Kommune liegt, wohnten am 1. Januar 2008 (dem letzten Jahr, in dem Danmarks Statistik die Einwohnerzahlen für jede Kommune separat ausgewiesen hat) 12 Einwohner.
4. 1 2  
Mit der Kommunalreform 2007 wurde die Ortschaft Østengård, in der zuletzt 748 Einwohner lebten, statistisch mit der Ortschaft Skibet zusammengefasst.

## Politik

### Stadtrat
In Dänemark wird alle vier Jahre für die gesamte Kommune, also für alle Bewohner und somit alle in der Kommune liegenden Städte, Orte, Dörfer und Landgebiete, ein gemeinsamer Bürgermeister und ein repräsentatives Gremium, der Kommunalrat (dän. Kommunalbestyrelse, auch Byråd), gewählt.
- SF: 3
- A: 8
- B: 2
- V: 12
- C: 3
- O: 1
- Æ: 1
- Parteilose: 1

Stand: Juni 2025, Quelle:

## Partnerstädte
Die Vejle Kommune unterhält folgende Städtepartnerschaften:
- Schweden: Borås
- Finnland: Mikkeli
- Norwegen: Molde
- Lettland: Jelgava
- Deutschland: Schleswig